# Jack E. McLaughlin
Jack Enloe McLaughlin (* 17. August 1923 in St. Maries, Idaho; † 12. Januar 2001) war ein US-amerikanischer Mathematiker, der sich mit Algebra beschäftigte.
McLaughlin studierte an der University of Idaho (Bachelor 1944) und promovierte 1950 am Caltech bei Robert Dilworth (Projectivities in relatively complemented lattices). Ab 1950 war er zunächst als Instructor an der University of Michigan, wo er 1958 Associate Professor und 1963 Professor wurde. 1994 emeritierte er. Er war seit den 1970er Jahren an Multipler Sklerose erkrankt. Für seine Lehre wurde er 1986 mit dem Amoco Foundation Teaching Award ausgezeichnet. Eine Professur an der Universität ist heute nach ihm benannt.
McLaughlin befasste sich unter anderem mit endlichen Gruppen, Verbandstheorie (Lattice Theory), kommutativer Algebra und Gruppenkohomologie. Er konstruierte mit Hilfe der Theorie der Permutationsgruppen von Rang 3 von Donald G. Higman, einem Kollegen an der University of Michigan, 1968 eine nach ihm benannte Sporadische Gruppe.